# Giro del Lazio 1962
Il Giro del Lazio 1962, ventottesima edizione della corsa, si svolse il 15 aprile 1962. La vittoria fu appannaggio dell'italiano Nino Defilippis, il quale precedette i connazionali Diego Ronchini e Guido Carlesi.

## Ordine d'arrivo (Top 10)
| Pos. | Corridore          | Squadra              | Tempo |
| ---- | ------------------ | -------------------- | ----- |
| 1    | Nino Defilippis    | Carpano              |       |
| 2    | Diego Ronchini     | Ghigi                |       |
| 3    | Guido Carlesi      | Philco               |       |
| 4    | Franco Cribiori    | San Pellegrino Sport |       |
| 5    | Bruno Mealli       | Ignis                |       |
| 6    | Armando Pellegrini | Molteni              |       |
| 7    | Ercole Baldini     | Ignis                |       |
| 8    | Livio Trapè        | Ghigi                |       |
| 9    | Giorgio Zancanaro  | Philco               |       |
| 10   | Arnaldo Pambianco  | Ignis                |       |